# Advokaten (TV-serie)
Advokaten är en svensk-dansk thrillerserie, som hade premiär på Viaplay och TV3 den 22 februari 2018.

## Handling
I huvudrollerna ser vi syskonen Frank, som jobbar som försvarsadvokat, och polisen Sarah. Som barn bevittnade de sina föräldrar bli sprängda i luften av en bilbomb. Som vuxna försöker de hantera detta trauma på olika sätt; Frank i boxningsringen och Sarah med droger. Sarah är som besatt av att försöka hitta deras föräldrars mördare och hittar ständigt ledtrådar som inte leder någonstans. I seriens första avsnitt hittar hon ett spår som leder till gangstern Thomas Waldman, som också råkar vara Franks klient.

## Produktion
Planerna till serien offentliggjordes av MTG i januari 2017. Konceptet togs fram av advokaten och författaren Jens Lapidus, tillsammans med Hans Rosenfeldt och Michael Hjorth. Lapidus var även delaktig under filminspelningarna där han bidragit till att göra de juridiska inslagen trovärdiga. Från början var det tänkt att serien skulle ha premiär under hösten 2017, men senare meddelades det att premiären skjutits fram till början av 2018. Anledningen angavs vara att en annan av bolagets serier, Alex, beräknades vara färdiginspelad före Advokaten och fick då byta plats i tablåerna.
Serien nominerades vid Göteborg Film Festival 2018 till priset Nordisk Film & TV Fond Prize för bästa manus till TV-drama.

## Rollista i urval
- Alexander Karim som advokaten Frank Nordling.[3]
- Malin Buska som polisen Sarah, som även är Franks syster.[3]
- Thomas Bo Larsen som gangsterledaren Thomas Waldman.[3]
- Nicolaj Kopernikus som Franks mentor Svend-Erik Wisén.[3]